# 용병 전쟁

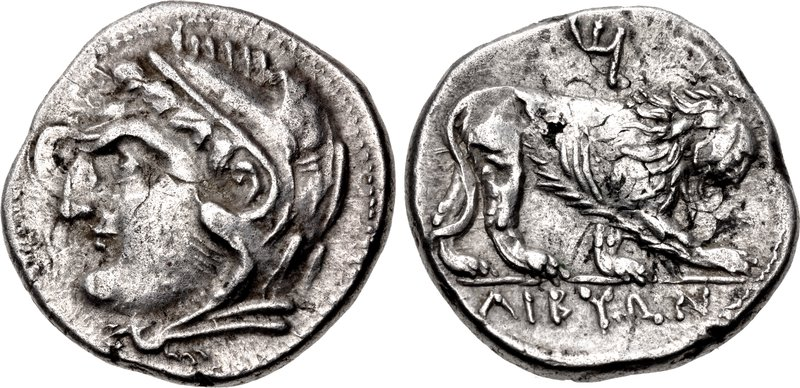
전쟁 중에 세켈은 헤라클레스와 사자를 묘사하고 전설 ωIBYλN(리비아인)과 함께 리비아인들에 의해 주조되었다. 사자 위에는 페니키아 문자 M이 반란의 지도자인 마토스를 나타낼 수 있었다.

용병 전쟁 (기원전 240년 - 기원전 238년), 리비아 전쟁 혹은 정전 없는 전쟁 (폴리비오스에 의해 명명)은 당시 고대 카르타고가 이전에 고용한 용병 군사들의 반란이였다.
전쟁은 당시 제1차 포에니 전쟁에서 카르타고의 편에서 싸운 용병들과 로마 공화정과 맺은 평화 조약에서의 배상금 지불로 인해 대부분의 부를 잃은 카르타고 사이의 임금 체불 문제에서 비롯되었다. 이로 인한 용병들의 불만은 군사적 행동으로 발전하였고, 용병 군대는 투니스를 장악하였고, 이후 카르타고를 직접적으로 위협, 카르타고는 용병들의 요구에 굴복하기에 이른다. 용병들의 저항은 이 정도에서 그치지 않고, 당시 용병들을 지휘하던 스펜디우스와 마토스는 군대 내 리비아인 징집병들에게 카르타고가 저항이 끝나고 외국인 용병들을 돌려보내면, 분명 그들에게 복수를 할 것이라 납득시키었으며, 자신들의 지휘권을 받아들이라 설득하였다. 또한 이 두 지휘관은 용병들로 이루어진 연합군대로 하여금 카르타고에 계속 저항하라 설득, 이 뒤로 여러 리비아 마을들과 도시들에게 이들을 지원할 것을 호소하였다. "노동 분쟁"으로 시작한 문제가 전방위적 저항으로 발전하였다.
군사력, 재정, 그리고 지원 방면에서 준비되지 않은 카르타고는 전쟁의 초기 전투에서 크게 패배하였다. 이후 시칠리아 전투에서 활약하였던 하밀카르 바르카 장군에게 총지휘권이 넘겨져, 기원전 237년에 반란군을 완벽히 패배시켰다.